# Helluva Boss
Helluva Boss es una serie animada independiente para adultos creada por Vivienne Medrano (también conocida como Vivziepop). La serie, al igual que el proyecto de Medrano que hizo posible la creación de esta serie derivada, Hazbin Hotel, está inspirada en creencias judeocristianas y en la demonología, y su trama gira en torno a una empresa de asesinatos en el infierno liderada por Blitzø. Aunque es una serie derivada de Hazbin Hotel,la serie presenta otro elenco de personajes y otra historia,pero dentro del mismo universo de su serie hermana, siguiendo un formato episódico.
La serie lleva desde su estreno en internet, el 25 de noviembre de 2019, un capítulo piloto, una primera temporada de 8 capítulos y una segunda temporada con 12 episodios (todos publicados en internet por el canal de YouTube de su creadora, Vivziepop).
Su estreno oficial fue el 31 de octubre de 2020 con el primer capítulo de la serie. No obstante, su capítulo piloto fue lanzado casi 1 año antes y también cuenta como un episodio de la serie. Posteriormente al lanzamiento del piloto se publicó un video musical animado en el canal de Vivziepop titulado «Oh, Millie» protagonizado por Moxxie y Millie. Asimismo años más tarde durante el transcurso de la segunda temporada de la serie se lanzó un video musical animado por Vivienne Medrano, el cual es protagonizado por Stolas, la música fue compuesta por PARANOID DJ y se titula «Just Look my Way» también publicado en el canal de Vivziepop, el cual rápidamente ganó más de 9 millones de visitas en YouTube.

## Personajes

### Principales
- Blitzø (interpretado por Brandon Rogers): Director ejecutivo y fundador de la empresa especializada en asesinatos laborales 'I.M.P.' ('Immediate Murder Professionals') y padre adoptivo de Loona. Tiende a tener una actitud infantil y suele enfadarse con facilidad si un plan no va como él espera. Insiste mucho en que la «o» de su nombre es muda. También tiende a burlarse y meterse con Moxxie y es constantemente acosado sexualmente por Stolas, a quien le robó un grimorio que les permite ir al mundo de los vivos y cumplir sus trabajos de asesinato. Es bueno con todo tipo de armas.

- Moxxie (interpretado por Richard Steven Horvitz): Empleado especialista en armas de I.M.P. y esposo de Millie. Su actitud es de un empleado ejemplar, por lo que suele cuestionar mucho la actitud de Blitzø ante sus disparatados planes y constantes burlas hacia él. Es el más educado del grupo al no usar tantos insultos como el resto de sus compañeros de trabajo y tiende a recurrir a la razón y empatía cuando la situación es muy extrema o lo requiera.

- Millie (también llamada Mildred, interpretada por Vivian Nixon): Empleada especialista en ataques de I.M.P. y esposa de Moxxie. Es la más risueña y activa del grupo, lo que la vuelve la más ágil y preparada para el trabajo. No tiene problemas con las locas ideas y bromas de Blitzø hasta el punto de seguir sus bromas y no darles mucha importancia. Ha demostrado ser más diestra con armas cuerpo a cuerpo que con armas de tiro.

- Loona (interpretada por Erica Lindbeck): Empleada de I.M.P. e hija adoptiva de Blitzø. Su papel principal es de encargada telefónica de la compañía tomando llamadas de clientes potenciales, aunque no siempre como debería. Tiene una actitud apagada y reservada sin mostrar sus emociones abiertamente a excepción de enfado, aunque suele estar alegre de tener a Blitzø cerca y sonríe cuando no la miran. No suele ir al mundo de los vivos, pero en caso de tener que ir puede adoptar una apariencia humana para pasar desapercibida.

### Secundarios
- Stolas (interpretado por Bryce Pinkham): Es un ex-príncipe Goetia del infierno. Gracias a su grimorio, Blitzø y sus empleados pueden ingresar libremente al mundo de los vivos y hacer su trabajo después de que este se lo robara acostándose con él. Debido a ello, Stolas comenzó a acosar sexualmente a Blitzø (cosa que pasó a ser amor), dando pie a que tenga discusiones frecuentes con su exesposa Stella. También le gusta la botánica y se esfuerza por llevar una buena relación con su hija Octavia.

- Stella (interpretada por Georgina Leahy): La verdadera villana de Helluva Boss. Stella es la abusiva esposa de Stolas y madre de Octavia. Fue unida en un matrimonio arreglado con Stolas para así seguir con el legado de los Goetia. Stella fue la responsable de que Striker casi acabe con la vida de Stolas en dos ocasiones, se sabe que esta le pagó para que lo matase, pues Stella le guarda un fuerte odio a Stolas porque le fue «infiel» con Blitzø. Aunque es vista como alguien fría y despiadada se deja manipular fácilmente por su hermano Andrealphus.

- Octavia (interpretada por Barrett Wilbert Weed): La malhumorada hija adolescente de Stolas. Su actitud es la de una adolescente cínica y rígida. Prefiere temas morbosos como escuchar y escribir canciones emocionales, deprimentes y coleccionar animales monstruosos disecados (Taxidermia). Generalmente es de pocas palabras, ya que naturalmente prefiere su privacidad a la apertura. Es negativa, pesimista, algo grosera y sarcástica con todos los demás. Su estado de ánimo perpetuamente severo la disuade de los más cercanos a ella, aunque su padre intenta mantener una buena relación entre ambos.

- Fizzarolli (interpretado por Alex Brightman): Un artista e intérprete que ha trabajado para varios demonios como Mammon y Asmodeus. Suele tener un comportamiento de habla rápida y un sentido del humor crudo, de naturaleza vulgar. Por ello, constantemente hace bromas y juegos de palabras sexuales. Se lleva muy mal con Blitzø e intenta ridiculizarlo siempre que tiene la oportunidad. Sin embargo, se sabe que eran amigos de la infancia.

- Verosika Mayday (interpretada por Cristina Vee): Es una demonia súcubo y famosa estrella pop del infierno así como en la tierra. Es la exnovia de Blitzø. Como demonio súcubo, tiene una personalidad muy seductora y manipuladora. Es astuta cuando seduce a sus víctimas para que se sometan. Si bien es muy persuasiva al tratar con sus víctimas y clientes, guarda un rencor hostil hacia cualquiera que le falte el respeto, principalmente en Blitzø debido a que este la dejó para que pagara su habitación de hotel, le robara el automóvil y agotara su tarjeta de crédito en lecciones de equitación. Desde entonces, Verosika le guarda rencor a Blitzø.
- Vortex (interpretado por James Monroe Iglehart): Es el guardaespaldas de la famosa estrella del pop Verosika Mayday que debutó junto a ella y su banda en el episodio Spring Broken. Es un can infernal con un esquema de color gris monótono similar al de Loona, sólo que más oscuro. Vortex es intimidante a primera vista, pero también puede ser muy amable y amigable con otros. Considera a Loona una amiga aunque no convivan demasiado juntos. Es novio de Beelzebub.

- Striker (interpretado por Norman Reedus en la temporada 1 y por Edward Bosco en la temporada 2): Es un demonio imp, de apariencia de Vaquero o tipo del oeste, es un mercenario que trabajaba para la familia de Millie. Se reveló que Stella lo había contratado para matar a Stolas durante el festival de la luna de la cosecha, pero fue interrumpido por Moxxie y Blitzø. Posteriormente lograría herir a Stolas de gravedad al punto de mandarlo al hospital y más tarde se aliaría con Crimson. Striker es muy ágil y audaz, monta un caballo infernal y es bueno con las armas y pelea cuerpo a cuerpo.  Puede producir sonidos de serpiente.

- Asmodeo (interpretado por James Monroe Iglehart): Es uno de los Siete Pecados Capitales y rey del anillo de la lujuria, también es dueño del club "Ozzie's", es un ser demoníaco similar a un gallo alto, color azul–celeste, bien vestido y porta un sombrero de copa con dos plumas de diferente color. Aunque sea el pecado representante de la lujuria parece no poseer mucha de esta ya que tiene una relación amorosa con el payaso Fizzarolli.
- Beelzebub (interpretada por Kesha): También conocida como Queen Bee (Título completo Queen Bee-lzebub). Ella es novia de Vortex y uno de los Siete Pecados Capitales, encarnando el pecado de la Gula y gobernando este mismo anillo. Es una demonio alta parecida a un zorro, con rasgos parecidos a los de un insecto (específicamente a una abeja), como dos pares de brazos, un par de antenas unidas a sus orejas y un pequeño par de alas de insecto que son de color amarillo claro con contornos rosados. Su largo cabello y cola parecen estar hechos de un líquido de lámpara de lava de color rosa brillante, azul agua y naranja con una consistencia parecida a la miel. Beelzebub se presenta como una fiestera muy extrovertida y enérgica, con su actitud animada, mantiene un ambiente alegre para sus invitados, permitiéndoles disfrutar de comida y alcohol.
- Mammon (interpretado por Michael Cusack): Se le acredita como el propietario del parque temático Loo Loo Land en el anillo de la Avaricia, el cual gobierna, y es uno de los Siete Pecados Capitales, encarnando el pecado de la Avaricia. Es un demonio corpulento con cuatro brazos y con la apariencia de un bufón. Tiene ojos color verde neón con lo que parece ser un antifaz y dientes afilados del mismo color y una lengua azul. Lleva una gorra de bufón de tres orejas de color verde y verde oscuro con pequeños signos de dólar en los extremos. Como corresponde al pecado que encarna, Mammón es muy egoísta y codicioso, y en gran medida no le importa el bienestar de los demás, excepto cuando puede beneficiarse de ellos.

- Crimson (interpretado por Richard Steven Horvitz): Es el padre mafioso de Moxxie, un imp jefe de la mafia muy cruel y despiadado que fue el responsable que Moxxie tuviera una infancia dura, pues Crimson asesino a su esposa e intento hacer de Moxxie un "verdadero miembro de la familia". A simple vista Crimson se ve como un demonio intimidante, que vive en su mansión y suele decorar las paredes con ornamentas de quienes fueron sus víctimas. Cuenta con varios mercenarios que le sirven.

### Menores
- Wally Wacky Wackford (interpretado por Don Darryl Rivera): Es un demonio loco que se desempeña en varios trabajos en la serie, aparece en casi todos los capítulos haciendo alguno que otro cameo, es un diablo rojo, de cabello blanco despeinado y de bigotes, es muy insoportable y charlatán.

- Cash Buckzo (interpretado por Jonathan Freeman): Es el dueño del circo en el que Blitzø y Fizzarolli trabajaban haciendo maromas de niños, y el padre de Blitzø y Barb. Buckzo es un imp de mediana edad alcohólico, de naturaleza mentirosa y manipuladora. Vendió a Blitzø por un billete arrugado y un condón expirado, para que jugara con Stolas de niño, pero las verdaderas intenciones de Buckzo eran otras. Ya que quería que Blitzø robara a los Goetia para que así pudieran «avanzar» en el negocio del circo. Siente poca empatía por su hijo y prefiere más a Fizzarolli (el cual no es hijo ni familiar suyo).

- Alessio (interpretado por Abe Goldfarb): Uno de los mercenarios de Crimson y su aparente mano derecha, se trata de un supuesto tiburón serio y callado.
- Chazwick Thurman (interpretado por Eric Schwartz): Era el exnovio de Moxxie y Millie, quien convenció a Crimson de casarse con su hijo para poder quedarse con el dinero de la familia. Al final del episodio se da a entender que Crimson lo asesinó.
- Glitz y Glam (interpretadas por Faye Mata): Son demonias gemelas concursantes y ex competencia de Fizzarolli para ser la nueva figura de la marca Mammon.
- Andrealphus (interpretado por Jason LaShea): Es miembro del Ars Goetia, hermano mayor de Stella y, por extensión, cuñado de Stolas y tío de Octavia.

## Episodios

#### Piloto (2019)
| Número | Clasificación | Fecha de estreno        | Sinopsis |
| ------ | ------------- | ----------------------- | --- |
| 1.1    | 16+           | 25 de noviembre de 2019 | Durante una reunión de trabajo, el equipo IMP rememora las peripecias diarias de su labor como asesinos profesionales. |

#### Temporada 1 (2020-21, 2023)
| Número | Título                    | Fecha de estreno       | Clasificación | Sinopsis | Duración                              |  |
| ------ | ------------------------- | ---------------------- | ------------- | --- | ------------------------------------- |  |
| 1.2    | Murder Family             | 31 de octubre de 2020  | +18           | Blitzø y compañía son contratados para matar a una familia, pero la inseguridad de Moxxie les dará problemas. | 15 min.                               |  |
| 1.3    | Loo Loo Land              | 9 de diciembre de 2020 | +16           | Blitzø, Moxxie y Millie son contratados por Stolas para guardar la integridad de él y su hija Octavia, quienes se dirigen a Loo Loo Land, un parque de diversiones en donde Octavia y Blitzø tienen malos recuerdos.                                                                      | 16 min                                |  |
| 1.4    | Spring Broken             | 31 de enero de 2021    | +18           | Blitzø lleva a su equipo a una aventura en una playa, donde se enfrentarán a Verosika, la ex de Blitzø, viendo quién mata o hace poner más caliente a los humanos. | 15 min.                               |  |
| 1.5    | C.H.E.R.U.B               | 14 de marzo de 2021    | +16           | I.M.P. es contratado para matar a un anciano, para que pueda ir al Infierno por culpa de su amigo, pero éstos se encuentran con unos pequeños Querubines que quieren llevar al anciano al Cielo, lo que genera una competencia entre I.M.P. y los Querubines.                             | 14 min                                |  |
| 1.6    | The Harvest Moon Festival | 30 de abril de 2021    | +16           | Un asesino anda detrás de Stolas, quien se encuentra en el Anillo de la Ira para un evento especial. Blitzø y compañía deberán detenerlo antes de que pase algo. | 15 min                                |  |
| 1.71.8 | Truth Seekers             | 21 de agosto de 2021   | +18           | Una organización secreta del gobierno de los Estados Unidos abreviada D.H.O.R.K.S. intenta demostrar que el Infierno existe, y logran atrapar a Blitzø y Moxxie para probar su teoría y experimentar con ellos. Por lo que, depende de Millie y Loona rescatarlos antes de que los maten. | 22 min (11 min cada uno)              |  |
| 1.9    | (Final Part 1) Ozzie's    | 31 de octubre de 2021  | +18           | Moxxie y Millie van a una cita en Ozzie's, en donde Blitzø intentará colarse invitando a Stolas, pero las cosas no salen como él pensaba al encontrarse con Fizzarolli. | 16 min.                               |  |
| 1.1011 | (Final Part 2) Queen Bee  | 24 de junio de 2023    | +16           | Loona va a una fiesta en casa de Beelzebub para encontrarse con Vortex, pero no le será nada fácil adaptarse al ambiente, y menos cuando Blitzø se invita solo a la fiesta. | 21 min (10 el primero, 11 el segundo) |  |

#### Temporada 2 (2022-2024)
| Número | Título                                                           | Fecha de estreno        | Clasificación | Sinopsis |
| ------ | ---------------------------------------------------------------- | ----------------------- | ------------- | --- |
| 2.1    | The Circus                                                       | 30 de julio de 2022     | +16           | Se nos revela la historia de cómo Stolas conoce por primera vez a Blitzø, y queda maravillado con él. |
| 2.2    | Seeing Stars                                                     | 19 de octubre de 2022   | +18           | Octavia, cansada de la actitud de su padre frente al divorcio con Stella, decide robar el grimorio de su padre (el cual tiene Blitzø) para viajar al mundo humano y ver las estrellas. Stolas, al enterarse, decide ir al mundo humano junto con I.M.P. para rescatarla, aunque Blitzø tiene asuntos que arreglar con Loona.                                |
| 2.3    | Exes and Oohs                                                    | 11 de marzo de 2023     | +18           | Crimson, el padre separado y vengativo de Moxxie, llama a I.M.P. para obligar a su hijo a casarse con Chazwick Thurman, el ex de Moxxie y Millie. |
| 2.4    | Western Energy                                                   | 20 de mayo de 2023      | +18           | Striker logra capturar a Stolas. Moxxie y Millie deberán rescatarlo de las garras del diablillo. Mientras tanto, Blitzø trata de ayudar a que le pongan una vacuna a Loona, ya que ella le tiene miedo a las jeringas. |
| 2.5    | Unhappy Campers                                                  | 8 de julio de 2023      | +18           | Moxxie y Millie investigan la muerte de un cliente en un campamento, por lo que Moxxie sugiere que él y Millie se disfracen de humanos para averiguar más, aunque las cosas se complican para Moxxie cuando Millie se vuelve extremadamente popular. |
| 2.6    | Oops                                                             | 9 de septiembre de 2023 | +18           | Fizzarolli y Blitzø son secuestrados por Crimson, Alessio y Striker. Ambos tratarán de escapar mientras nos cuentan la historia de qué pasó con ambos. |
| 2.7    | Mammon's Magnificent Musical Mid-Season Special (ft. Fizzarolli) | 29 de octubre de 2023   | +18           | Fizzarolli participa en el concurso de payasos de Mammon, donde dos participantes le darán pelea por el puesto. |
| 2.8    | The Full Moon                                                    | 31 de mayo de 2024      | +18           | Blitzø y Stolas se preparan para su reunión de cada luna llena, pero Stolas tiene un regalo preparado para Blitzø. Mientras tanto, los Querubines (que ahora trabajan para la agencia secreta del gobierno) se infiltran en el Infierno para acabar con I.M.P. Por lo que, Moxxie, Millie y Loona deberán detenerlos para no arruinar la reunión de Blitzø. |
| 2.9    | Apology Tour                                                     | 22 de junio de 2024     | +18           | Blitzø se disculpará con quienes se ha acostado y ha asesinado, sólo para demostrarle a Stolas que puede disculparse con todos excepto él, lo cual no le será del todo fácil al enterarse de que Verosika organizó una fiesta de odio hacia Blitzø. |
| 2.10   | Ghostfuckers                                                     | 31 de octubre de 2024   | +18           | Blitzø y Millie se dirigen a un hotel en el cual un fantasma asesina a los huéspedes. Se nos revela el cómo Millie conoció a Blitzø, y también el por qué Blitzø sufre bastante por dentro. |
| 2.11   | Mastermind                                                       | 29 de noviembre de 2024 | +18           | Blitzø, junto con sus compañeros de I.M.P. y Loona, son acusados de haber robado el poderoso libro Grimorio con el que se puede ir al mundo humano, lo que hace que se celebre un juicio en su contra. Pero en el juicio, Blitzø recibirá ayuda de quien menos esperaba.                                                                                    |
| 2.12   | Sinsmas                                                          | 21 de diciembre de 2024 | +18           | Stolas intenta adaptarse a su nueva vida junto a Blitzø, pero no le resultará tan fácil, sobre todo porque en verdad extraña a su hija Octavia, quien Stella y Andrealphus intentan evitar que siquiera pueda tener contacto con ella. |

#### Cortos (2024-2025)
| Número | Título               | Fecha de estreno         | Sinopsis | Clasificación |
| ------ | -------------------- | ------------------------ | --- | ------------- |
| 1      | Hell's Belles        | 26 de abril de 2024      | Sallie May y Millie pasan un día de hermanas en Imp City. | 16+           |
| 2      | Mission: Antarctica  | 31 de julio de 2024      | Blitzø, Moxxie y Millie tienen una misión que cumplir, pero no les será fácil estando en un lugar tan helado como la Antártida.                                                                                   | 13+           |
| 3      | Mission: Weeaboo-boo | 31 de agosto de 2024     | Blitzø es enviado a una misión para acabar con una chica weeaboo, pero para él resultará ser más molesto de lo que se imaginaba                                                                                   | 13+           |
| 4      | Mission: Chupacabras | 29 de septiembre de 2024 | Blitzø, Moxxie y Millie se encuentran cumpliendo una misión en México, pero Blitzø es confundido con el chupacabras y es puesto en exhibición.                                                                    | 16+           |
| 5      | Mission: Orphan Time | 28 de junio de 2025      | Blitzø y Loona tienen la misión de infiltrarse a un orfanato para acabar con la vida de un trabajador, sin embargo, este último quiere aprovechar sus últimos momentos de vida para hacer varias buenas acciones. | 18+           |
| 6      | Mission: Bad Drivezo | 2 de agosto de 2025      | Mientras estaban en medio de una misión en una carretera, Blitzø y Moxie son embestidos por el automóvil de un mal conductor, lo que provoca la ira de Blitzø y empieza una persecusión.                          | 18+           |

#### Video Musical (2023)
| N.º | Título             | Fecha de lanzamiento original | Información | Plataforma | Creado por       |
| --- | ------------------ | ----------------------------- | --- | ---------- | ---------------- |
| 1   | "JUST LOOK MY WAY" | 3 de diciembre de 2023        | Es una canción compuesta por el compositor de YouTube PARANOiD DJ e interpretada por Bryce Pinkham como Stolas. La canción se lanzó por primera vez como sencillo para fanes en el canal de YouTube de PARANOiD DJ el 23 de octubre de 2021. Un video musical completamente animado producido por Vivienne Medrano se lanzó en su canal de YouTube el 3 de diciembre de 2023. El vídeo en el canal de Vivziepop ha obtenido más de cinco millones de visitas. | YouTube    | Vivienne Medrano |

## Producción y lanzamiento
El piloto de Helluva Boss fue elegido por el actor de voz Kellen Goff y dirigido por Medrano y Rick Zieff. En junio de 2019, Medrano declaró que estaba trabajando con Erica Lindbeck, Brock Baker y Brandon Rogers en un «nuevo proyecto».La compañía Horseless Cowboy ayudó a Medrano con el trabajo de voz durante la primera temporada, con Richard Horvitz y Medrano como director de voz.Lucas Bermúdez de Screen Rant atribuyó el éxito de Hazbin Hotel como la única razón por la que Helluva Boss que salió la luz verde.En algún momento, Rogers le pidió a Jinkx Monsoon que hiciera la voz a un personaje en Helluva Boss, pero Monsoon quería dar voz a «personajes comunes» en su lugar, por lo que lo hicieron, expresando varios antecedentes y personajes únicos en la primera temporada de la serie.
El 25 de noviembre de 2019, el piloto fue lanzado en el canal de YouTube de Medrano.Medrano aportó sus habilidades de escritura y animación al episodio. La producción de escritura para más episodios comenzó en diciembre de 2019, con ocho episodios ordenados.En agosto de 2020, se completó la grabación de los primeros ocho episodios de la temporada 1, y Lucas Bermúdez de Screen Rant predijo que más episodios de Helluva Boss se lanzarían en YouTube «como una serie web» debido a la pandemia de COVID-19.
El 31 de octubre de 2020, se estrenó el primer episodio de la temporada 1. En el episodio, Rogers y Horvitz regresan como Blitzø y Moxxie, y mientras Lindbeck regresa como Loona, ella es reemplazada por Vivian Nixon como la voz de Millie. Baker fue reemplazado por Bryce Pinkham como Stolas. Las estrellas invitadas del episodio incluyen Monsoon, Mara Wilson y Maxwell Atoms. El 31 de enero de 2021, YouTube restringió el tercer episodio de la serie.En respuesta, el sitio de entretenimiento Newgrounds ofreció alojar una versión sin censura del episodio y promocionarlo con «un banner de primera plana», algo en lo que Medrano expresó interés.La restricción de edad del episodio se levantó al día siguiente.
En septiembre de 2021, Medrano habló en un escenario virtual en Animation Exposé del Festival Internacional de Animación de Ottawa sobre la creación de Hazbin Hotel y Helluva Boss.Se le unió Bryan Dimas, el productor asociado de desarrollo de Warner Bros. Animation y codirector de un grupo llamado LatinX in Animation.
En febrero de 2022, la cuenta oficial de Twitter de Helluva Boss declaró que el final de la primera temporada saldría «pronto», pero que estaba tardando más de lo esperado, y señaló que la segunda temporada estaba en producción. El 3 de junio de 2022, la cuenta de Twitter de Helluva Boss publicó una actualización después de que se retrasara el episodio final de la primera temporada, y la serie continuará para una segunda temporada. El final original de la primera temporada se estrenó un año después, el 24 de junio de 2023.La segunda temporada se estrenó el 30 de julio de 2022. La serie ha incluido a las estrellas invitadas que también incluyen a Kesha, Norman Reedus, Mara Wilson, Alex Brightman y otras como estrellas invitadas. El 27 de marzo de 2023, se confirmó que la serie se renovaría para una tercera temporada, actualmente en producción. El 25 de mayo de 2023, Medrano declaró que la serie estaba planeada para ser «una historia muy establecida de 4 temporadas». El 31 de julio de 2023, VivziePop publicó títulos de los próximos episodios de la segunda temporada en Twitter.

### Representación LGBTQ+
Helluva Boss tiene varios personajes LGBTQ+, especialmente a Moxxie, que es bisexual, y Blitzø, que es pansexual. Otro personaje, Stolas, es gay debido a su interés romántico en Blitzø y su desinterés por las mujeres en general. El episodio «The Harvest Moon Festival» presentó al personaje de Sallie May, la hermana de Millie, que fue confirmada en la cuenta oficial de Twitter del programa como transgénero, y al igual que su actriz de voz por ser lesbiana.

## Recepción
Helluva Boss recibió elogios de la crítica y obtuvo elogios universales por su animación, personajes, actuación de voz, canciones y humor. En diciembre de 2019, en un artículo sobre el estado actual de la animación para adultos, el crítico de animación de CBR, Reuben Baron, afirmó que, si bien el episodio piloto de Helluva Boss ha obtenido «críticas justificadas» debido a su humor «vanguardista», sigue siendo un «claro trabajo de amor desde el punto de vista de la animación».Otro crítico, también de CBR, Morgan Shaunette, describió la serie como «subestimada», dijo que es una «visión retorcida de la comedia en el lugar de trabajo» y la calificó como un «viaje tremendamente extraño».Tito W. James de Comicon.com afirmó que los demonios que tienen acceso a un portal que conecta con el reino humano «agrega una nueva dinámica y está maduro para el potencial narrativo».Jones también dijo que estaba impresionado con la calidad de la serie y afirmó que «otras comedias animadas para adultos deberían tomar notas».
Margaret Troup de Iowa State Daily declaró que hay «múltiples números musicales en cada episodio», similares a Animaniacs y Padre de familia, y aunque el segundo episodio fue más serio que los episodios anteriores, todavía hubo muchas «risas y chistes obscenos».Lo mismo se dijo sobre el tercer episodio del programa, que según un crítico tenía otros tipos de humor como «romper la cuarta pared y parpadear y te lo pierdes».Zoe Dumas de MovieWeb argumentó que la serie tiene personajes «emocionalmente complejos», un elenco de voces talentoso y musical y una animación «excepcional».Dumas también argumentó que la serie es «más episódica y basada en personajes» que Hazbin Hotel, al tiempo que elogió a este último.Joshua S. Mackey de Into elogió la serie por tener «tres personajes principales queer diferentes».

### Fandom
Animation Magazine informó que los pilotos de Hazbin Hotel y Helluva Boss habían sido vistos, colectivamente, más de 65 millones de veces hasta el 7 de octubre de 2020. Se refirió a Helluva Boss como «tremendamente popular» y una «sensación de la noche a la mañana».Otros llamaron a la serie un «éxito de YouTube».
En febrero de 2021, Medrano le dijo a Insider que Helluva Boss sigue siendo independiente de Hazbin Hotel, afirmando que tiene la intención de mantenerlo así «mientras la audiencia quiera seguir viéndola», y agregó que tiene «un plan sobre hacia dónde va la historia y termina». También afirma que ha «labrado un nicho para la animación para adultos en la plataforma».En 2023, el académico Ben Mitchell describió la serie como «sensacionalmente popular» y un uso eficaz de Patreon para subsidiar el arte del programa «mediante pagos mensuales escalonados».Zoe Dumas de MovieWeb describió la serie como un «gran éxito» con un «reparto de voces excelente».